# Ludwik Gocel
Ludwik Gocel (ur. 1889 pod Radomiem, zm. 12 października 1966 w Puszczykowie k. Poznania) – historyk, kolekcjoner, bibliofil.

## Życiorys
Gromadzenie zbiorów rozpoczął przed I wojną światową, na Mińszczyźnie, zebrał tam wiele rzadkich druków, głównie braci polskich z XVI–XVII w., które uległy zniszczeniu podczas działań wojennych w 1914. Po wojnie zamieszkał w Warszawie.
W 1924 w czasie dłuższego pobytu w Paryżu, rozpoczął kompletowanie druków z okresu powstania listopadowego i Wielkiej Wmigracji do 1862. Zbierał również czasopisma, ulotki, dzieła z zakresu historii wojskowości, literaturę piękną – zwłaszcza pierwsze wydania romantyków oraz dokumenty, ryciny, nuty, kartografię, medaliony, obrazy, ekslibrysy i różnorodne bibeloty z tego okresu. Zbiór rycin dotyczący okresu powstania listopadowego do wybuchu II wojny obejmował ok. 750 sztuk. Swe zbiory zgromadzone w Warszawie ratował sam podczas powstania warszawskiego. Jednak utracił 60% całości zbioru, a kolekcja rycin zniszczona została w 80%. Ocalałą część zbiorów, w tym całą prasę emigracyjną wraz z ulotkami z 1831, zdołał wywieźć z Warszawy.
Zaraz po wojnie jako pracownik Biblioteki Uniwersyteckiej w Poznaniu odszukiwał na ziemiach odzyskanych porzucone zbiory, m.in. był pierwszym polskim specjalistą, który dotarł do księgozbioru zamkowego w Siedlisku – tzw. „zbiory karolackie” (6–7 tys. woluminów).
W 1948 zamieszkał w Krakowie, gdzie przez 12 lat wspólnie ze Stefanem Kamińskim prowadził antykwariat przy ul. Karmelickiej 29. Zbiory swe stale powiększał. W 1946 otrzymał od Izabeli Pilińskiej ok. 600 prac – Adama Pilińskiego, które w 1949 ofiarował Bibliotece Kórnickiej. W latach 1951–1957 odsprzedał Bibliotece Uniwersytetu Mikołaja Kopernika zespół bardzo rzadkich druków muzycznych pochodzących z okresu powstania listopadowego, obejmujący wydania polskich pieśni patriotycznych, polonezów, marszów wojskowych, ilustrowane litografiami. W 1964 zapisał zbiory Muzeum Warszawy z prawem zatrzymania ich do śmierci. Otrzymał godność honorowego kustosza tego Muzeum. Materiały dotyczące wypadków 1848 odsprzedał Bibliotece Uniwersyteckiej w Warszawie, rękopisy dotyczące powstania 1830/1831 Bibliotece Ossolineum.
Zmarł 12 października 1966 w Puszczykowie i pochowany został na tamtejszym cmentarzu rzymskokatolickim.

## Członkostwo i osiągnięcia
Był członkiem ekskluzywnego Klubu Bibliofilów, działającego w Warszawie i Paryżu, założonego w 1936 z inicjatywy Tadeusza Cieślewskiego syna i Bolesława Przegalińskiego. Po wojnie był członkiem Polskiego Towarzystwa Przyjaciół Książki w Paryżu. W „Biuletynie” Towarzystwa ogłosił m.in.: Drukarnie polskie we Francji (1946 nr 2/4 s. 2-3) i Twórczość Adama Pilińskiego i jego syna (1947 nr 5 s. 7-9). Był autorem prac historycznych, m.in. artykułów: Początki prasy Wielkiej Emigracji i jej kryptograficzny charakter, 1832-1833 („Kwartalnik Prasoznawczy” 1957 nr 2 s. 9-30, 1958 rec. W. Łukaszewicza „Kw.Pr.” nr 4 s. 186-187 i odpowiedź autora „Kw.Pr.” nr 4 s. 156-157), Drukarnie polskie na emigracji, 1832-1862 („Kw.Pr.” 1958 nr 1/2 s. 27-46). Opracował też Przypadki Jej Królewskiej Mości Książki (Wr. 1963, w serii „Książki o Książce”), szereg gawęd o losach słynnych drukarzy, drukarń i bibliotek, o książkach treści oryginalnej i dziwacznej, honorariach autorskich, bibliofilach oraz wrogach i złodziejach książek itp. Był też współpracownikiem tyg. „Stolica” (od 1957), w której zamieścił m.in.: Albert Cimochowski. Sylwetka zapomnianego Polaka (1966 nr 34 s. 12).

## Ważniejsze powojenne publikacje
- Jakub Jaworski w świetle prasy Wielkiej Emigracji. „Przegląd Nauk Historycznych i Społecznych”, t. 5, 1954, s. 234-236.
- Początki prasy Wielkiej Emigracji i jej kryptograficzny charakter (1832–1833). „Kwartalnik Prasoznawczy’, 1957, nr 2, s. 9-30. Rec. W. Łukaszewicz. Tamże, 1957, nr 4, s. 186–187; [Odpowiedź autora]. Tamże, 1958, nr 4, s. 156-157.
- Drukarnie polskie na emigracji (1832–1862). „Kwartalnik Prasoznawczy”, 1958, nr 1/2, s. 27-46, ilustr.
- Dwa listy z lat 1841 i 1842, odnoszące się do Adama Mickiewicza. „Pamiętnik Biblioteki Kórnickiej”, 1958, z. 6, s. 376-381. Sum. s. 452.
- O medalu „A 1'héroique Pologne”. „Wiadomości Numizmatyczne”, 1958, z. 3, s. 17-19, ilustr. Sum. s. 60.
- Piotr Wysocki – jakiego nie znamy. [Portrety P. Wysockiego]. „Stolica”, 1958, nr 49, s. 2-3, ilustr.
- Resztki biblioteki Adama Mickiewicza przy ul. Guenegaud w Paryżu. „Pamiętnik Biblioteki Kórnickiej”, 1958, z. 6, s. 374-376. Sum. s. 452.
- Ferdynand Chotomski jako wojskowy. „Archiwum Historii Medycyny”, 1959, z. l, s. 35-40.
- Dramat zapomnianego komunarda. Moje wspomnienie o Józefie Mickiewiczu. „Stolica”, 1960, nr 48, s. 14-15, ilustr.
- Pożerscy. Ze wspomnień paryskich. „Stolica”, 1960, nr 7, s. 10-11, 14, ilustr.
- Średnia szkoła męska w Radomiu. „Przegląd Historyczno-Oświatowy”, 1961, nr 2, s. 251-256.
- Adolf Cichowski – zapomniany zbieracz z Warszawy. „Stolica”, 1962. nr 24, s. 18, ilustr.
- Polski introligator w Paryżu – mecenasem nauki. „Stolica”, 1962, nr 50/51, s. 46, ilustr.
- Burzliwy żywot Kordiana. (W 80 rocznicę śmierci Wincentego Smagłowskiego). „Stolica”, 1963, nr 14/15, s. 6, ilustr.
- Przypadki Jej Królewskiej Mości Książki. Ossolineum, Wrocław, 1963. Rec.: J. Dużyk, „Małopolskie Studia Historyczne”, 1964, z. 3/4, s. 184-187; J. Dużyk, „Twórczość”, 1964, nr 6, s. 83-86; J. Odrowąż-Pieniążek, „Nowe Książki”, 1963, nr 20, s. 1010-1011; J. Susuł, „Tygodnik Powszechny”, 1963, nr 28, s. 6; T.J. Żółciński, „Mówią Wieki”, 1963, nr 12, s. 35-36.